# Живот назаем
„Живот назаем“ (на английски: Repo Men) е щатско-канадски научнофантастичен екшън филм от 2010 година на режисьора Мигел Сапочник, базиран на романа „The Repossession Mambo“, написан от Ерик Гарсия, във филма участват Джуд Лоу, Форест Уитакър, Лийв Шрайбър, Алис Брага, Карис ван Хоутън, Чандлър Кантърбъри, РЗА, Ивет Никол Браун, Джон Легуизамо. Филмът е пуснат на 19 март 2010 г.

## Актьорски състав
| Актьор             | Роля                      |
| ------------------ | ------------------------- |
| Джуд Лоу           | Реми                      |
| Форест Уитакър     | Джейк Фрейвалд            |
| Лийв Шрайбър       | Франк Мърсър, шеф на Реми |
| Алис Брага         | Бет, певица               |
| Карис ван Хоутън   | Карол, съпруга на Реми    |
| Чандлър Кантърбъри | Питър, син на Реми        |
| РЗА                | Т-Боун, музикант          |
| Ивет Никол Браун   | Родезия                   |
| Джон Легуизамо     | Ашбъри                    |
| Лиза Лапира        | Алва                      |
| Джо Пингу          | Реймънд Пърл              |
| Тифани Еспенсън    | Алва като млада           |

## В България
В България филмът е издаден на DVD на 6 декември 2010 г. от „А Плюс Филмс“.